# Liv et Maddie
Liv et Maddie (Liv and Maddie) est une série télévisée de comédie américaine créée par John D. Beck et Ron Hart, diffusée du 19 juillet 2013 au 24 mars 2017 sur Disney Channel aux États-Unis.
En France, en Suisse et en Belgique, la série est diffusée depuis le 22 janvier 2014 sur Disney Channel France. Au Québec, elle est diffusée depuis le 1er septembre 2015 sur La Chaîne Disney.
La série est disponible dans son intégralité sur Disney+ depuis le lancement de la plateforme.

## Synopsis
Liv Rooney (Dove Cameron) rentre chez elle à Stevens Point (dans le Wisconsin), après avoir vécu quatre ans à Hollywood dans le cadre du tournage d'un film, Le skateboard à paillette, et d'une populaire émission de télévision, Sing It Loud, qui vient de s'achever. Elle est accueillie à bras ouverts par ses parents, ses deux frères et sa sœur jumelle, Maddie (Dove Cameron) pour son retour. Quand Liv était partie, elles avaient espéré continuer leur relation, mais elles se rendent vite compte qu'elles ont grandi et évolué différemment.
Liv est en effet devenue très féminine et adore quand quelqu'un mentionne son ancienne carrière, alors que Maddie est devenue un garçon manqué perfectionnant ses talents au basketball. Elles ont deux petits frères : Joey (Joey Bragg), l'adolescent maladroit typique, et Parker (Tenzing Norgay Trainor), un enfant confiant et intelligent. Leur mère Karen (Kali Rocha), qui est aussi la psychologue (puis le proviseur adjoint) du lycée, et leur père Pete (Benjamin King), l'entraîneur de basket-ball de Maddie, sont tous deux soucieux de prendre soin de tous leurs enfants.

## Distribution

### Acteurs principaux
- Dove Cameron (VF : Nancy Philippot) : Olivia « Liv » et Madison « Maddie » Rooney
  - Emmy Buckner (VF : Nancy Philippot) : Liv 2
  - Shelby Wulfert (VF : Nancy Philippot) : Maddie 2
- Joey Bragg (VF : Alessandro Bevilacqua) : Joseph « Joey » Rooney
- Tenzing Norgay Trainor (VF : Émilie Guillaume) : Parker Rooney
- Kali Rocha (VF : Guylaine Gibert) : Karen Rooney
- Benjamin King (VF : Lionel Bourguet) : Pete Rooney (saisons 1 à 3)
- Lauren Lindsey Donzis (de) (VF : Matilda Acquisto) : Ruby (saison 4)

### Acteurs récurrents
- Ryan McCartan (VF : Olivier Prémel) : Diggie Smalls
- Jessica Marie Garcia (VF : Carole Baillien) : Willow Cruz
- Kurt Long : Johnny Nimbus
- Jimmy Bellinger (VF : Grégory Praet) : Artie Smalls
- Bridget Shergalis : Astrid « Stains » Stainislowski (saisons 1 à 3)
- Cozi Zuehlsdorff (VF : Fanny Roy) : Océane (saison 1)
- Allen Alvarado : Skippy Ramirez (saison 1)
- Carter Hastings : Evan (saisons 1 à 3, invité saison 4)
- Herbie Jackson : Reggie (saisons 2 et 3)
- Victoria Moroles (en) (VF : Sophie Frison) : Andie Bustamente (saisons 2 et 3, invitée saison 4)
- Jordan Fisher (VF : Karim Barras) : Holden Dippledorf (saison 2 et 3, invité saison 4)
- Shack Ghacha : Dump Truck (saison 2 et 3, invité saison 4)
- Chloe Wepper : Gemma (saison 3 et 4)
- Lucas Adams : Josh Willcox (saison 3, invité saison 4)
- Jolie Jenkins (VF : Sophie Landresse) : Dena (saison 4, invité saison 3)
- Chloe East : Val Wishart (saison 4)
- Amarr M. Wooten (VF : Benjamin Bollen) : Finch (saison 4)
- Emmy Buckner : Linda (VF : Jennifer Baré) (saison 4)
- Shelby Wulfert : Heather (VF : Dominique Wagner) (saison 4)

### Invités
- Dwight Howard : Bernard (saison 1, épisode 12)
- Laura Marano (VF : Séverine Cayron) : Sauvage (saison 1, épisode 17)
- Kel Mitchell : Q-Pop (saison 1, épisode 17)
- Garry Marshall : Vic DeFazerelli (saison 1, épisode 21)
- Piper Curda (VF : Delphine Moriau) : Kathy Kan (saison 2, épisode 4)
- Miranda May (VF : Manon Corneille) : Lacey (saison 2, épisodes 10, 12, 22 et 24)
- Kevin James : M. Clodfelter (saison 2, épisode 16)
- Cameron Boyce (VF : Mealdan Wilmet) : Kragg (saison 2, épisode 17)
- Andy Grammer : lui-même (saison 2, épisode 23)
- Landry Bender (VF : Claire Tefnin) : Cyd Ripley, personnage principal de la série Best Friends Whenever (saison 3, épisode 4)
- Lauren Taylor (VF : Ludivine Deworst) : Shelby Marcus, personnage principal de la série Best Friends Whenever (saison 3, épisode 4)
- Patty Duke : Janice et Hilary (saison 3, épisode 6)
- Kristen Bell (VF : Claire Tefnin) : elle-même (saison 3, épisode 8)
- Brandon Crawford : lui-même (saison 3, épisode 15)
- Nancy O'Dell : elle-même (saison 3, épisode 16)
- Jim Breuer (en) : lui-même (saison 4, épisode 12)
Version française
  - Société de doublage : Dubbing Brothers 
  - Direction artistique : Bruno Mullenaerts[4]
  - Adaptation : Ghislaine Gozes

## Production

### Développement
En mars 2012, Disney Channel commande le pilote de Bits and Pièces, une nouvelle sitcom familiale dont le scénario ce centrera sur la rencontre de deux parents célibataires avec leurs enfants respectifs, faisant directement référence aux séries The Brady Bunch et Notre belle famille.
La série est développée par John D. Beck et Ron Hart qui ont déjà travaillé avec la chaîne. Le duo sera aussi producteurs délégués avec Andy Fickman, également engagé pour réaliser le pilote. La production commencera en juin prochain pour une date prévue en 2013.
Le 8 avril 2013, la chaîne annonce une nouvelle série intitulé Liv et Maddie, toujours avec l'équipe de la première tentative. Basé sur une histoire originale, cette nouvelle version suit cette fois-ci la vie compliquée de deux jumelles aux personnalités opposées avec Dove Cameron pour interpréter le double rôles titres. Après ce changement de script, il est révélé que durant la production de la série des nouvelles idées sont proposées, expliquant la décision de ce changement.
Le 19 juillet 2013, Disney Channel diffuse la série en avant première américaine. Satisfaite du record battu par le premier épisode, la chaîne lance officiellement la série pour le 15 septembre 2013.
Le 13 janvier 2014, la chaîne renouvelle la série pour une deuxième saison de 13 épisodes avant même la fin de la première. Mais le créateur John D. Beck annonce plus tard qu'elle comptera finalement 24 épisodes.
Le 3 avril 2015, la série est renouvelée pour une troisième saison.
Le 21 décembre 2015, Dove Cameron annonce que la chaîne a commandé une quatrième saison pour la série. Les créateurs annonce qu'elle sera la finale de la série et sera réduite de 15 épisodes. Il est également dévoilé que la série aura un nouveau titre pour cette saison finale, Liv and Maddie : Cali Style.

### Distributions des rôles
En avril 2012, Disney Channel annonce le débuts du casting pour le pilote de Bits and Pieces. Les principaux rôles sont alors attribués à Kali Rocha, Dove Cameron, Joey Bragg, Benjamin King, Cozi Zuehlsdorff et Tenzing Norgay Trainor.
Après la re-imagination de la série en Liv et Maddie, le casting subit des changements plus ou moins majeurs pour que l'équipe garde le contrat des acteurs. Cette nouvelle version confie alors les deux rôles titres à Dove Cameron. Elle conduit aussi à retirer Cozi Zuehlsdorff de la distribution principale pour être récurrente. À l'exception de ces deux actrices, les autres acteurs gardent leurs statues principales.
Les doubleuses de Dove Cameron, pour les scènes où elle doit jouer l'une des jumelles, sont devoilées : Emmy Buckner, la doublure de Liv, et Shelby Wulfert, la doublure de Maddie. Parmi les acteurs récurrents Ryan McCartan, Jessica Marie Garcia, Jimmy Bellinger, Jordan Fisher, Victoria Moroles et d'autres sont confirmés.
Le 22 octobre 2015, il est annoncé que Patty Duke, une actrice récompensée au Emmy Award pour ses doubles rôles dans sa série The Patty Duke Show, sera une invitée spéciale de la série et interprétera les grand-mères maternelles qui sont également jumelles. La série devient sa dernière apparition télévisuelle après sa mort le 29 mars 2016.
En 2016, Lauren Lindsey Donzis rejoint la distribution principale de la quatrième saison pour interpréter Ruby, la cousine de la fratrie Rooney. L'acteur Benjamin King quitte quant à lui la série après trois saisons avec la possibilité d'apparaître dans un épisode.

### Musique et bande originale
La musique est un élément récurrent de la série mais reste tout de même important. Le générique, Better in Stereo, est interprété par Dove Cameron. À travers les épisodes, plusieurs chansons sont interprétées, notamment par Cameron, et sorti en tant que single promotionnels de la série chez Walt Disney Record.
Liste des titres présents dans la série
- Better in Stereo par Dove Cameron (générique)
- On Top of the World par Dove Cameron (saison 1, épisode 1)
- Up on the Housetop par Dove Cameron (saison 1, épisode 10)
- Let It Snow, Let It Snow, Let It Snow par Dove Cameron (saison 1, épisode 10)
- Froyo YOLO par Dove Cameron (saison 1, épisode 20)
- Count Me In par Dove Cameron (saison 1, épisode 20)
- You, Me and the Beat par Dove Cameron (saison 2, épisode 7)
- What a Girl Is par Dove Cameron (saison 2, épisode 10)
- True Love par Dove Cameron (saison 2, épisode 17)
- Say Hey par Dove Cameron (saison 2, épisode 19)
- As Long as I Have You par Dove Cameron (saison 2, épisode 20)
- Honey, I'm Good par Andy Grammer (saison 2, épisode 23)
- Key of Life par Dove Cameron (saison 3, épisode 14)
- One Second Chance par Dove Cameron et Lauren Lindsey Donzis (saison 4, épisode 4)
- Power of Two par Dove Cameron et Lauren Lindsey Donzis (saison 4, épisode 9)
- My Destiny par Dove Cameron (saison 4, épisode 13)

En ce qui concerne la bande originale, la série ne contient qu'un seul album qui regroupe les chansons interprétées durant les deux premières saisons avec des nouvelles versions de certaines d'entre elles. La bande originale est éditée le 5 mars 2015 par Walt Disney Record, sous le titre de Liv and Maddie : Music from the TV Series.
Liste des titres
Après la sortie de la bande originale, d'autres chansons toujours éditées en tant que single promotionnels de la série sont publiées par la même maison de disque. Ces singles sont alors sortis indépendamment pour la série.

### Tournage
Le tournage de la première saison de la série a débuté vers les fins 2012 dans la maison de tournage Hollywood Center Studios à Los Angeles en Californie. Tous les épisodes sont alors tournés à cet endroit, le même lieu où la quatrième saison se déroule.
Le 1er juillet 2016, Dove Cameron annonce qu'ils ont fini le tournage de l'épisode final de la série.

### Fiche technique
- Titre original : Liv and Maddie, sous titré Cali Style pour la quatrième saison
- Titre français : Liv et Maddie, sous titré California Style pour la quatrième saison
- Création : John D. Beck et Ron Hart
- Réalisation : Andy Fickman (pilote)
- Direction artistique :
- Création des décors : Michael Hynes
- Décors : Lisa De los Reyes
- Costumes : Elizabeth Martucci, Genevieve Tyrrell, Mojdeh Daftary
- Photographie : Thomas T. Eckelberry, Donald A. Morgan, Tony Yarlett, Scott Winig, John Simmons
- Montage : Chris Poulos, Paul Coneys, Chris Harvey
- Casting : Suzanne Goddard-Smythe, Sheila Guthrie, Dawn Nygren
- Musique : Michael Corcoran, Eric Goldman
- Producteur : Greg A. Hampson
- Producteurs délégués : Andy Fickman, John D. Beck, Ron Hart, Betsy Sullenger, John Peaslee
- Société de production : Beck&Hart Production, Oops Doughnuts Production, It's a Laugh Production, Disney Channel
- Société de distribution : The Walt Disney Company (globale) Disney Channel (télévision)
- Pays d'origine :  États-Unis
- Langue originale : anglais
- Format :couleur
- Genre : comédie
- Durée : 21–24 minutes

 Sauf indication contraire, les informations mentionnées dans cette section peuvent être confirmées par la base de données cinématographiques IMDb,  présente dans la section « Liens externes ».

### Diffusion internationale

#### Version originale
- États-Unis : du 19 juillet 2013 au 24 mars 2017 sur Disney Channel
- Canada : du 19 juillet 2013 au 1er septembre 2015 sur Family Channel puis du 5 septembre 2015 au 24 mars 2017 sur Disney Channel
- Royaume-Uni et  Irlande : depuis le 7 octobre 2013 sur Disney Channel
- Australie et  Nouvelle-Zélande : du 11 octobre 2013 au 28 juillet 2017 sur Disney Channel

#### Version française
- France/ Belgique/ Suisse : du 22 janvier 2014 au 15 avril 2017 sur Disney Channel
- Québec : depuis le 1er septembre 2015 sur la Chaîne Disney

#### Autre version
- Allemagne : 24 novembre 2014 au 7 juillet 2017 sur Disney Channel
- Italie : 21 décembre 2013 au 28 janvier 2018 sur Disney Channel
- Brésil : 31 décembre 2013 au 14 mai 2017 sur Disney Channel
- Espagne : 31 janvier 2014 au 6 septembre 2018 sur Disney Channel

## Épisodes / Saisons
| Saison | Saison | Épisodes | États-Unis        | États-Unis      | France           | France            |
| Saison | Saison | Épisodes | Début             | Fin             | Début            | Fin               |
| ------ | ------ | -------- | ----------------- | --------------- | ---------------- | ----------------- |
|        | 1      | 21       | 19 juillet 2013   | 27 juillet 2014 | 7 janvier 2014   | 21 septembre 2014 |
|        | 2      | 24       | 21 septembre 2014 | 23 août 2015    | 17 janvier 2015  | 7 novembre 2015   |
|        | 3      | 20       | 13 septembre 2015 | 19 juin 2016    | 9 janvier 2016   | 8 octobre 2016    |
|        | 4      | 15       | 23 septembre 2016 | 24 mars 2017    | 12 novembre 2016 | 15 avril 2017     |

### Première saison (2013-2014)
Le 3 avril 2013, le tournage de la saison a débuté.
| №  | #  | Titre français                 | Titre original         | Diffusion française | Diffusion originale | Code prod. |
| -- | -- | ------------------------------ | ---------------------- | ------------------- | ------------------- | ---------- |
| 1  | 1  | Les jumelles Rooney            | Twin-a-Rooney          | 7 janvier 2014      | 19 juillet 2013     | 101        |
| 2  | 2  | Deux capitaines à bord         | Team-a-Rooney          | 22 janvier 2014     | 15 septembre 2013   | 102        |
| 3  | 3  | Une soirée chez les Rooney     | Sleep-a-Rooney         | 29 janvier 2014     | 22 septembre 2013   | 107        |
| 4  | 4  | Mauvaise fréquentation         | Steal-a-Rooney         | 5 février 2014      | 29 septembre 2013   | 104        |
| 5  | 5  | Le Bal d'Halloween             | Kang-a-Rooney          | 18 octobre 2014     | 10 juin 2013        | 105        |
| 6  | 6  | Le chéri de Liv                | Skate-a-Rooney         | 12 février 2014     | 13 octobre 2013     | 103        |
| 7  | 7  | Double bénévolat               | Dodge-a-Rooney         | 19 février 2014     | 11 mars 2013        | 108        |
| 8  | 8  | Remue-Méninges                 | Brain-a-Rooney         | 26 février 2014     | 11 octobre 2013     | 113        |
| 9  | 9  | Un anniversaire pour deux      | Sweet 16-a-Rooney      | 5 mars 2014         | 24 novembre 2013    | 106        |
| 10 | 10 | Illuminations de Noël          | Fa-La-La-a-Rooney      | 19 mars 2014        | 1er décembre 2013   | 111        |
| 11 | 11 | Échange de Rooney              | Switch-a-Rooney        | 19 mars 2014        | 17 janvier 2014     | 109        |
| 12 | 12 | Match en famille               | Dump-a-Rooney          | 26 mars 2014        | 26 janvier 2014     | 110        |
| 13 | 13 | On déménage                    | Move-a-Rooney          | 2 avril 2014        | 2 septembre 2014    | 112        |
| 14 | 14 | Les loup-garou de l'espace     | Slump-a-Rooney         | 9 avril 2014        | 3 septembre 2014    | 114        |
| 15 | 15 | Une maman formidable           | Moms-a-Rooney          | 16 avril 2014       | 16 mars 2014        | 115        |
| 16 | 16 | Les escarpins magiques         | Shoe-a-Rooney          | 23 avril 2014       | 4 juin 2014         | 117        |
| 17 | 17 | Hurlement sauvage              | Howl-a-Rooney          | 30 avril 2014       | 13 avril 2014       | 116        |
| 18 | 18 | 5 ans avant                    | Flashback-a-Rooney     | 15 juin 2014        | 5 avril 2014        | 118        |
| 19 | 19 | Petit ami                      | BFF-a-Rooney           | 7 septembre 2014    | 22 juin 2014        | 119        |
| 20 | 20 | Une nouvelle carrière pour Liv | Song-a-Rooney          | 14 septembre 2014   | 29 juin 2014        | 120        |
| 21 | 21 | Les cascades d'un film         | Space-Werewol-a-Rooney | 21 septembre 2014   | 27 juillet 2014     | 121        |

### Deuxième saison (2014-2015)
Le 13 janvier 2014, Disney Channel a renouvelé la série pour une deuxième saison prévue pour septembre 2014.
| №     | #     | Titre Français                       | Titre Original                               | Diffusions française | Diffusions originale | Code prod.   |
| ----- | ----- | ------------------------------------ | -------------------------------------------- | -------------------- | -------------------- | ------------ |
| 22    | 1     | La fête du fromage et de la saucisse | Premiere-a-Rooney                            | 17 janvier 2015      | 21 septembre 2014    | 201          |
| 23    | 2     | Passion poterie                      | Pottery-a-Rooney                             | 24 janvier 2015      | 28 septembre 2014    | 202          |
| 24    | 3     | L’amulette magique                   | Helgaween-a-Rooney                           | 8 octobre 2015       | 10 octobre 2014      | 207          |
| 25    | 4     | Kathy Kan chez les Rooney            | Kathy Kan-a-Rooney                           | 31 janvier 2015      | 7 novembre 2014      | 204          |
| 26    | 5     | La soirée des filles                 | Match a Rooney                               | 7 février 2015       | 21 novembre 2014     | 205          |
| 27    | 6     | Le basket version Liv                | Hoops-a-Rooney                               | 14 février 2015      | 7 décembre 2014      | 206          |
| Spéc. | Spéc. | Vacances de Noël à Hawaï             | Jessie's Aloha-holidays with Parker and Joey | 22 décembre 2014     | 17 décembre 2014     | 321 (Jessie) |
| Spéc. | Spéc. | Vacances de Noël à Hawaï             | Jessie's Aloha-holidays with Parker and Joey | 22 décembre 2014     | 17 décembre 2014     | 322 (Jessie) |
| 28    | 7     | Bonne année                          | New Year's Eve-a-Rooney                      | 21 février 2015      | 4 janvier 2015       | 208          |
| 29    | 8     | Guerre des placards                  | Bro-Cave-a-Rooney                            | 28 février 2015      | 18 janvier 2015      | 203          |
| 30    | 9     | Bijoux porte-bonheurs                | Upcycle-a-Rooney                             | 7 mars 2015          | 25 janvier 2015      | 210          |
| 31    | 10    | Note pour plus tard                  | Rate-a-Rooney                                | 14 mars 2015         | 2 août 2015          | 215          |
| 32    | 11    | Parker est collé                     | Detention-a-Rooney                           | 21 mars 2015         | 15 février 2015      | 209          |
| 33    | 12    | La victoire est à moi                | Muffler-a-Rooney                             | 9 mai 2015           | 1er mars 2015        | 211          |
| 34    | 13    | Quiproquo pour un cadeau             | Gift-a-Rooney                                | 16 mai 2015          | 3 août 2015          | 212          |
| 35    | 14    | Voisinage et jardinage               | Neighbors-a-Rooney                           | 23 mai 2015          | 26 mars 2015         | 213          |
| 36    | 15    | Un projet théâtral                   | Repeat-a-Rooney                              | 5 septembre 2015     | 4 septembre 2015     | 214          |
| 37    | 16    | Concours de cuisine                  | Cook-a-Rooney                                | 12 septembre 2015    | 4 décembre 2015      | 221          |
| 38    | 17    | Le bal de l'illusion                 | Prom-a-Rooney                                | 19 septembre 2015    | 19 avril 2015        | 219          |
| 39    | 18    | Difficiles retrouvailles             | Flugelball a Rooney                          | 26 septembre 2015    | 5 mars 2015          | 216          |
| 40    | 19    | Le meilleur groupe                   | Band-a-Rooney                                | 3 octobre 2015       | 14 juin 2015         | 220          |
| 41    | 20    | Premier clip                         | Video-a-Rooney                               | 10 octobre 2015      | 21 juin 2015         | 223          |
| 42    | 21    | Triangle amoureux                    | Triangle-a-Rooney                            | 17 octobre 2015      | 19 juillet 2015      | 217          |
| 43    | 22    | Nouvelle Mascotte                    | Frame-a-Rooney                               | 24 octobre 2015      | 26 juillet 2015      | 222          |
| 44    | 23    | Festival au festival                 | SPARF-a-Rooney                               | 23 janvier 2016      | 16 août 2015         | 303          |
| 45    | 24    | La suite au prochain épisode         | Champ-a-Rooney                               | 7 novembre 2015      | 23 août 2015         | 224          |

### Troisième saison (2015-2016)
Le 5 avril 2015, Disney Channel lance la production d'une troisième saison.
| №  | #  | Titre Français                    | Titre Original          | Diffusions française | Diffusions originale | Code prod. |
| -- | -- | --------------------------------- | ----------------------- | -------------------- | -------------------- | ---------- |
| 46 | 1  | Ce n'est qu'un au revoir          | Continued-a-Rooney      | 9 janvier 2016       | 13 septembre 2015    | 301        |
| 47 | 2  | Super héroïne                     | Voltage-a-Rooney        | 16 janvier 2016      | 13 septembre 2015    | 302        |
| 48 | 3  | Haute tension dans Voltage        | Co-Star-a-aRooney       | 30 janvier 2016      | 20 septembre 2015    | 305        |
| 49 | 4  | Fantômes et Compagnie             | Haunt-a-Rooney          | 15 octobre 2016      | 4 octobre 2015       | 306        |
| 50 | 5  | Une cloche pour tous              | Cowbell-a-Rooney        | 7 février 2016       | 18 octobre 2015      | 304        |
| 51 | 6  | Grand-Mère Rooney                 | Grandma-a-Rooney        | 19 mars 2016         | 25 octobre 2015      | 218        |
| 52 | 7  | Pluie de Boulettes                | Meatball-a-Rooney       | 13 février 2016      | 8 novembre 2015      | 307        |
| 53 | 8  | Détourner la conversation         | Ask Her More-a-Rooney   | 20 février 2016      | 22 novembre 2015     | 308        |
| 54 | 9  | Réveillon chez les Rooney         | Joy-to-a-Rooney         | 7 décembre 2016      | 6 décembre 2015      | 309        |
| 55 | 10 | Un nouveau au lycée               | Ridgewooda-a-Rooney     | 27 février 2016      | 17 janvier 2016      | 310        |
| 56 | 11 | Une coach sachant coacher         | Coach-a-Rooney          | 5 mars 2016          | 24 janvier 2016      | 311        |
| 57 | 12 | L'admirateur secret de Maddie     | Secret-Admirer-a-Rooney | 7 mai 2016           | 21 février 2016      | 312        |
| 58 | 13 | A chacun son défi                 | Vive-la-Rooney          | 14 mai 2016          | 13 mars 2016         | 313        |
| 59 | 14 | Le retour de The Dream            | Dream-a-Rooney          | 21 mai 2016          | 20 mars 2016         | 314        |
| 60 | 15 | Premier rendez-vous               | Home Run-a-Rooney       | 3 septembre 2016     | 10 avril 2016        | 315        |
| 61 | 16 | Confusion                         | Scoop-a-Rooney          | 10 septembre 2016    | 24 avril 2016        | 316        |
| 62 | 17 | Le choix                          | Choose-a-Rooney         | 17 septembre 2016    | 8 mai 2016           | 317        |
| 63 | 18 | Le rôle d'un ami                  | Friend-a-Rooney         | 24 septembre 2016    | 22 mai 2016          | 318        |
| 64 | 19 | Un choix difficile                | Skyvolt-a-Rooney        | 1er octobre 2016     | 5 juin 2016          | 319        |
| 65 | 20 | Sœurs par hasard, amies par choix | Californi-a-Rooney      | 8 octobre 2016       | 19 juin 2016         | 320        |

### Quatrième saison:California Style(2016-2017)
Le 21 décembre 2015, Disney Channel lance la production d'une quatrième saison.
| №  | #  | Titre Français               | Titre Original            | Diffusions française | Diffusions originale | Code prod. |
| -- | -- | ---------------------------- | ------------------------- | -------------------- | -------------------- | ---------- |
| 66 | 1  | Des sortes de sœurs          | Sorta Sisters-a-Rooney    | 12 novembre 2016     | 23 septembre 2016    | 401        |
| 67 | 2  | Linda et Heather             | Linda & Heather-a-Rooney  | 19 novembre 2016     | 30 septembre 2016    | 402        |
| 68 | 3  | Fais-moi peur !              | Scare-a-Rooney            | 26 novembre 2016     | 14 octobre 2016      | 403        |
| 69 | 4  | La nouvelle héroïne          | Sing It Louder!!-a-Rooney | 3 décembre 2016      | 18 novembre 2016     | 404        |
| 70 | 5  | Soirée pyjama                | Slumber Party-a-Rooney    | 10 décembre 2016     | 25 novembre 2016     | 405        |
| 71 | 6  | Surprise de Noël             | Cali Christmas-a-Rooney   | 17 décembre 2016     | 2 décembre 2016      | 411        |
| 72 | 7  | L'heure des défis            | Standup-a-Rooney          | 18 février 2017      | 6 janvier 2017       | 406        |
| 73 | 8  | Lutte contre les stéréotypes | Roll Model-a-Rooney       | 25 février 2017      | 13 janvier 2017      | 407        |
| 74 | 9  | La fin d'un mythe            | Falcon-a-Rooney           | 4 mars 2017          | 20 janvier 2017      | 408        |
| 75 | 10 | Changement d'identité        | Ex-a-Rooney               | 11 mars 2017         | 27 janvier 2017      | 409        |
| 76 | 11 | Un ami à l'abri              | Tiny House-a-Rooney       | 18 mars 2017         | 17 février 2017      | 410        |
| 77 | 12 | La percée de Joey            | Big Break-a-Rooney        | 25 mars 2017         | 24 février 2017      | 414        |
| 78 | 13 | Premier épisode en direct    | Sing It Live!!!-a-Rooney  | 1er avril 2017       | 3 mars 2017          | 412        |
| 79 | 14 | Retrouver sa voix            | Voice-a-Rooney            | 8 avril 2017         | 17 mars 2017         | 413        |
| 80 | 15 | L'été des Rooney             | End-a-Rooney              | 15 avril 2017        | 24 mars 2017         | 415        |

## Autour de la série

### Personnages
Olivia "Liv" Rooney : Liv est l'une des jumelles de la famille Rooney. Elle a 16 ans (durant la première saison) et est aussi la sœur aînée de Joey et Parker. Liv vient de terminer la production de son émission de télévision populaire, Sing It Loud, à laquelle elle se réfère sans cesse, et l'adaptation à la vie dans la maison est plus pénible que ce qu'elle espérait. Ses frères et sœurs l'appellent affectueusement « Hollywood ». Dans l'épisode Skate-a-Rooney (S01E06), il est révélé qu'entre deux saisons, Liv a tourné un film appelé Le skateboard à paillettes. On apprend également dans un épisode de la saison 2 que Liv a un faible pour son voisin Holden (avec qui elle sortira par la suite), qui fut notamment le petit-ami de sa meilleure amie Andie. Liv et Holden rompront finalement, à la suite de l'émission de télé où Liv s'est vu demander si elle avait un petit-ami et qu'elle ait répondu que non (voulant protéger sa vie privée), ce qui affectera Holden, qui la quittera donc, lassé de n'être qu'une "occupation" parmi d'autres dans la vie de la starlette. Liv reprendra le rôle qu'elle tenait dans Sing It Loud dans son spin-off Sing It Louder!!, où c'est désormais sa cousine Ruby qui interprète le rôle principal.
Madison "Maddie" Rooney : Maddie est l'une des jumelles de la famille Rooney. Elle a 16 ans (au début de la série) et est également la grande sœur de Joey et Parker. Maddie est capitaine de l'équipe de basket-ball féminine du Ridgewood High School, et elle s'applique dans tout, aussi bien dans son rôle de capitaine d'équipe que dans ses études. Le grand amour de Maddie est Diggie, capitaine de l'équipe masculine de basket-ball. Leur couple connaîtra des hauts et des bas, ayant été notamment menacé par la relation de Maddie avec Josh Wilcox, l'acteur qui a joué aux côtés de Liv dans la série Voltage.
Joseph "Joey" Gilligan Rooney :
Joey est l'enfant du milieu de la famille Rooney. Il a un an de moins que ses sœurs Liv et Maddie (âgé de 15 ans au début de la série), et est le grand frère de Parker. Bien qu'il soit proche de l'âge de ses sœurs jumelles, Joey est perçu comme immature et maladroit. Joey a une relation étroite avec son frère cadet, Parker. Dans l'épisode Steal-a-Rooney (S01E04), Joey prend un emploi à Happy Carrot, un petit restaurant basé sur la carotte. Dans son nouveau lycée en Californie, il se crée un alter-ego cool et rebelle, qu'il baptise « Faucon ».
Parker Rooney : Parker est le plus jeune enfant de la famille Rooney. Il a 10 ans durant la première saison et est le frère cadet de Liv, Maddie et Joey. Parker est un enfant intelligent et astucieux avec de plus en plus de « terrain de jeu ». Il pratique le karaté et aime jouer des tours et taquiner les autres, comme ses frères et sœurs plus âgés et ses parents. Il a un deuxième nom, qu'il considère comme "embarrassant" : on apprend plus tard que son nom complet est Parker Seleafius Finneagan Victoria Aloasicus Monica Rooney.
Karen Rooney-McFord: Karen est la mère de la famille Rooney. Elle est la psychologue puis le proviseur adjoint du Ridgewood High School. Karen aime utiliser sa connaissance de la psychologie sur sa famille à la maison, formant souvent des réunions de famille et conseillant Liv pour qu'elle s'adapte à la vie à la maison. Dans l'épisode Kang-a-Rooney (S01E05), il est révélé que Karen a peur des clowns.
Peter "Pete" Rooney : Pete est le père de la famille Rooney. Il est l'entraîneur de l'équipe féminine de basket-ball du Ridgewood High School. Pete aime déclencher de la compétition dans la maison, porter souvent son sifflet et pousser Maddie à améliorer ses compétences en basketball.
Ruby McFord: Ruby est la cousine de la fratrie Rooney. Elle est la fille de Dena, la sœur de Karen, et vit avec sa mère (et désormais le reste de sa famille maternelle, hormis donc son oncle Pete) à Los Angeles, en Californie. Elle est particulièrement proche de ses cousines Liv et Maddie, qui la considère comme leur sœur. Elle joue aux côtés de Liv dans Sing It Louder!! (le spin-off de Sing It Loud), après que celle-ci l'ait proposé aux producteurs de la série pour interpréter le rôle principal de Sacha. Ruby est une jeune fille enthousiaste et malicieuse, qui aime chanter et n'apprécie pas de mentir.

### Produits dérivés
Comme toutes les autres productions Disney, la série est en collaboration avec plusieurs sociétés de marketing pour des ventes des produits dérivés tels que des vêtements, jouets, etc,...Une adaptation en jeux vidéo est aussi disponible sur l'application de la chaîne.
Deux novelisaions de la série sont également publiées par Disney Press aux États-Unis : la première, Liv and Maddie : Sisters Forever, est sortie le 6 janvier 2015 et la deuxième, Liv and Maddie : Double Trouble, est sortie le 4 août 2015. Basées sur les épisodes de la série, elles sont adaptées par Lexi Ryals et donnent les avis des enfants Rooney,.

### Crossover
À noter que les crossovers doivent être généralement dépendants de deux séries, mais ici le format ne dépend que d'une seule série, donc les épisodes de crossovers ne sont pas partagés.
- En 2014, les acteurs principaux de la série Joey Bragg et Tenzing Trainor Norgay sont invités dans la série Jessie. Intitulé Jessie's Aloha Holidays with Parker and Joey, il s'agit du dernier épisode de la troisième saison de la série qui dure une heure[21].
- En 2015, les actrices principales de Best Friends Whenever Landry Bender et Lauren Taylor sont invitées pour reprendre leurs mêmes rôles dans l'épisode 4 de la troisième saison de la série, intitulé Haunt-a-Rooney[22].

## Accueil

### Critique
La série reçoit des critiques positives de la part de la presse américaine. Le site Common Sense Media, spécialisé dans les médias familiales et des enfants, lui donne une note de trois sur cinq étoiles, en la décrivant comme une "sitcom familiale joviale" pour les plus de sept ans.
Le magazine The New York Times compare favorablement la série avec The Patty Duke Show en la déclarant comme "une comédie douce et modérément amusante" et salue également la prestation de Dove Cameron à jouer deux rôles différemment opposés en ajoutant qu'elle « donne aux écrivains de nombreuses opportunités ».
La série est également bien accueilli par les spectateurs français. Sur AlloCiné, elle obtient une note moyenne de 3,9/5 étoiles.

### Audiences
La série est diffusée sur Disney Channel, une chaîne destinée essentiellement pour le jeune public. La meilleure a été réalisée par le premier épisode de la première saison, Les jumelles Rooney (Twin-a-Rooney), avec 5,78 millions de téléspectateurs. La pire audience a été réalisée par le douzième épisode de la quatrième saison, avec seulement 920000 téléspectateurs. Il s'agit également du premier épisode de la série à passer sous les barres des 1 million téléspectateurs.
Lors de son lancement le 19 juillet 2013, la série a battu rapidement le record du lancement le plus vue de la chaîne. Elle dépasse les autres séries de la chaîne (La Vie de croisière de Zack et Cody, Austin et Ally ou encore Hanna Montana) pour se placer au troisième place après Shake It Up (6,2 millions de téléspectateurs) et Les Sorciers de Waverly Place (5,9 millions de téléspectateurs).
| Saison | Épisodes | Lancement         | Lancement       | Fin de saison   | Fin de saison   | Moyenne des télespectateurs |
| Saison | Épisodes | Date de diffusion | Téléspectateurs | Date            | Téléspectateurs | Moyenne des télespectateurs |
| ------ | -------- | ----------------- | --------------- | --------------- | --------------- | --------------------------- |
| 1      | 21       | 19 juillet 2013   | 5 780 000       | 27 juillet 2014 | N / A           | 2 870 000                   |
| 2      | 24       | 21 septembre 2014 | 2 040 000       | 23 août 2015    | 2 450 000       | 2 170 000                   |
| 3      | 20       | 13 septembre 2015 | 1 800 000       | 19 juin 2016    | 1 530 000       | 1 870 000                   |
| 4      | 15       | 23 septembre 2016 | 1 660 000       | 24 mars 2017    | 1 300 000       | 1 210 000                   |